# 尚达曼
尚達曼 PPA(E)（1957年2月25日—），新加坡政治人物，現任新加坡總統（第9任），曾任國務資政兼社會政策統籌部長與副總理兼經濟和社會政策統籌部長。

## 政治生涯
尚达曼的祖先是來自斯里蘭卡的坦米爾人，他本科畢業於倫敦政治經濟學院经济学专业，之后獲得剑桥大学经济学碩士學位，之後再获得哈佛大学肯尼迪政府学院公共行政碩士学位。尚达曼回國後，加入新加坡公共行政行列，主要任职于新加坡金融管理局。1996年至1998年，他擔任新加坡教育部高级副常任秘书；1998年至2001年，出任金融管理局总裁。2001年，尚达曼當選新加坡國會裕廊集选区議員，並於2006年和2011年连任。
2001年至2003年，尚达曼擔任新加坡贸易与工业部政務部長兼教育部政務部長，並於2003年至2004年8月代理教育部長。2004年8月至2008年3月間，他出任教育部長；2006年至2008年3月，任新加坡財政部第二部長；2008年3月至2011年，升任財政部長。2011年至2012年，尚达曼出任副總理兼财政部長、人力部長；至2015年，他持續擔任副總理兼财政部長；2015年至2019年4月30日，尚达曼則任副總理經濟和社會政策統籌部長。2019年5月1日起，他成為国务资政兼社會政策統籌部長。
2023年6月8日，尚达曼宣布竞选总统，同日请辞在任職務。7月7日起正式宣佈不再担任任何政治职务，同时退出人民行动党。同年9月1日，成功當選第9任總統。

## 個人生活
尚达曼的妻子是華日混血的律師珍·一藤木（Jane Yumiko Ittogi），夫婦倆有四個孩子。尚达曼會講流利的華語、閩南語和粵語。他喜欢的歌手包括美国摇滚乐队邦·乔维、马来西亚已故巨星比·南利和台湾歌手周杰伦。他在2023年6月宣布政府成立跨机构委员会以探讨如何永久记录比南利的文化遗产时，也现场歌唱了比南利的马来名曲《Getaran Jiwa》。

## 争议

### 官方保密法案事件
1992年，尚达曼担任新加坡金融管理局经济部主任期间，他是根据《官方保密法》(OSA) 在Business Times报纸上刊登新加坡的1992年第二季度GDP增长预测的案件中，被指控的五人之一。其他人包括Business Times的编辑，Patrick Daniel。
尚达曼对传达GDP快速增长预测的指控提出异议，最终被无罪释放。随后，地方法院提出了一项较轻的过失指控，因为检方的论点是，在他与一位同事会见私营部门经济学家时，他在桌上的一份文件上看到了这些数字。尚达曼也对这项较轻的疏忽指控提出异议，并在证人席上为自己辩护了几天。
最终，法院将他与本案中的所有其他人一起定罪。尚达曼被罚款1,500新元，其他人被罚款2,000新元。

## 荣誉

### 新加坡勋章奖章
- 公共行政（金）奖章（英语：Pingat Pentadbiran Awam）（1999年颁发[10]）

### 外国勋章奖章
- 墨西哥阿兹特克雄鹰大绶勋章（墨西哥，2013年10月3日公布[11]）

### 其他
- 2011年獲得“第一财经金融价值榜”年度金融风云人物称号[12]。
- 2013年獲國際金融領域權威雜志《歐洲貨幣》（Euromoney），評選為2013年度“最佳財政部長”[13]。

## 外部連結
- 尚达曼的Facebook專頁
- 尚达曼的Instagram帳戶